# Khakhkhum
Khakhkhum (anche Ḫaḫḫum o semplicemente Hahhum) fu un'antica città mesopotamica, situata nei pressi del fiume Balikh (un affluente dell'Eufrate), a sud del Tauro.
La città è forse da individuare nel sito di Lidar Höyük, nelle vicinanze della moderna città turca di Samsat.
L'area siriana fu invasa nel XVII secolo a.C. dal re ittita Ḫattušili I, nel contesto della sua campagna contro Yamkhad, in cui vennero coinvolte anche Alalakh (il livello 7, distrutto dal re ittita nel secondo anno del suo regno). Nel sesto anno del suo regno, Ḫattušili I attaccò e distrusse Kashshum e poi Khakhkhum (il livello 8 di Lidar Höyük).
(Annali di Ḫattušili I, 3, 4-10; traduzione italiana di Giuseppe Del Monte)
Una seconda campagna ittita contro le realtà della Siria avvenne con Murshili I, che sconfisse il Regno di Aleppo e probabilmente distrusse Ebla.
Khakhkhum, insieme a Ḫattuša, Alalakh, Urshum, rappresenta una delle più orientali propaggini di un continuum siro-mesopotamico del periodo amorreo.